# Skrytohutia karłowata
Skrytohutia karłowata (Mesocapromys nanus) – gatunek gryzonia z rodziny hutiowatych. W wydanej w 2015 roku przez Muzeum i Instytut Zoologii Polskiej Akademii Nauk publikacji „Polskie nazewnictwo ssaków świata” dla gatunku Mesocapromys nanus zaproponowano nazwę skrytohutia  karłowata. Skrytohutia karłowata jest roślinożercą. Zamieszkuje rejon Ciénega de Zapata w prowincji Matanzas, w południowo-zachodniej części Kuby. Typowa lokalizacja: Sierra de Hato Nuevo, prowincja Matanzas, Kuba. Bionomia, tryb życia i ekologia tych gryzoni są bardzo słabo poznane. Międzynarodowa Unia Ochrony Przyrody (IUCN) wymienia Mesocapromys nanus w Czerwonej księdze gatunków zagrożonych jako gatunek krytycznie zagrożony (CR – critically endangered). Być może jest gatunkiem wymarłym, bowiem naukowcy nie zaobserwowali ani jednego zwierzęcia z tego gatunku od 1951. W 1978 odnotowano jedynie obecność świeżych odchodów w pobliżu wejścia do nory hutii. O ile żyją jeszcze ostatnie zwierzęta tego gatunku, to IUCN szacuje liczebność populacji na mniej niż 50 osobników.

## Budowa ciała
Skrytohutia karłowata jest najmniejszą hutią i jednym z najciemniej wybarwionych spośród wszystkich gatunków hutii.
Sierść w części grzbietowej jest w kolorze ciemnordzawym lub ciemnobrązowordzawym, w części bocznej jaśniejsza, a w rejonie genitaliów blada. Wzdłuż grzbietu biegnie ciemniejszy pasek. Głowa jest rdzawa lub ciemnobrązowordzawa, ale wokół pyska sierść jest jaśniejsza. Ogon skrytohutii (także w kolorze ciemnordzawym) osiąga wymiar równy około 83% długości tułowia wraz z głową. Poduszki łap przednich i tylnych są białawe lub lekko różowawe. Przednie łapy są zakończone czterema palcami, a tylne pięcioma. Samice mają 3 pary sutków – jedną boczną, jedną piersiową i jedną brzuszną.
|                                | średni wymiar |
| ------------------------------ | ------------- |
| długość ciała z głową i ogonem | 205 mm        |
| długość ogona                  | 164 mm        |
| masa ciała                     | 400–450 g     |

## Tryb życia
Skrytohutie karłowate prawdopodobnie wiodą nocny tryb życia. Prawdopodobnie są także przystosowane do wspinania się.

## Rozmieszczenie geograficzne
Skrytohutia karłowata zamieszkuje rejon Ciénega de Zapata w prowincji Matanzas, w południowo-zachodniej części Kuby. Typowa lokalizacja: Sierra de Hato Nuevo, prowincja Matanzas, Kuba.

## Siedlisko
Skrytohutia karłowata może zamieszkiwać na suchych wysepkach i obszarach zadrzewionych na terenie bagna Zapata, na podmokłych łąkach porośniętych przez kłoć Cladium jamaicense z rodziny ciborowatych. Skrytohutia buduje małe platformy, w których wykonuje otwory służące jako schronienia.

## Ochrona
Międzynarodowa Unia Ochrony Przyrody (IUCN) wymienia Mesocapromys nanus w Czerwonej księdze gatunków zagrożonych jako gatunek krytycznie zagrożony (CR – critically endangered). Być może jest gatunkiem wymarłym, bowiem naukowcy nie zaobserwowali ani jednego zwierzęcia z tego gatunku od 1951. W 1978 odnotowano jedynie obecność świeżych odchodów w pobliżu wejścia do nory hutii. O ile żyją jeszcze ostatnie zwierzęta tego gatunku, to IUCN szacuje liczebność populacji na mniej niż 50 osobników. Badania utrudnia niedostępny charakter siedlisk.